# Anomalopterygella chauviniana
Anomalopterygella chauviniana är en nattsländeart som först beskrevs av Stein 1874.  Anomalopterygella chauviniana ingår i släktet Anomalopterygella och familjen husmasknattsländor. Inga underarter finns listade i Catalogue of Life.